# 陳京 (台灣藝人)
陳京（1954年3月10日—2003年3月28日）本名陳山連，台灣雲林縣人，台灣資深廣播電視節目主持人，曾任中華民國廣播協會副理事長、台北市廣播電視節目製作商業同業公會第四屆—第五屆理事長、台北市雲林同鄉會第十一屆理事長。

## 生平
陳京主持廣播節目多年，致力推動台語歌謠，也是著名雞血石收藏家，曾為雞血石舉辦展覽會。2003年3月3日最後一次錄完八大第一台節目《我的音樂你的歌》後，2003年3月4日帶著家人至柬埔寨吳哥窟旅遊，因為身體不適取消旅遊並返台，於2003年3月6日住院；最後因腎衰竭併發尿毒症，於2003年3月28日逝世。

## 作品

### 主持

#### 節目主持
| 年份           | 類型     | 頻道         | 節目                                               | 備註                                   |
| 1984至1989年   | 廣播節目 | 台灣廣播公司 | 《陳京俱樂部》                                     |                                        |
| 1993年         | 電視節目 | 台視         | 《咱的鄉情咱的歌》                                 | 與鄒美儀搭檔主持。                     |
| 1999年         | 電視節目 | 東森綜合台   | 《鬼話連篇》                                       | 曾與席曼寧、沈嶸搭檔主持。             |
| 199?年         | 電視節目 | 公視籌委會   | 《大家來歡喜》                                     | 與楊月娥搭檔主持。                     |
| 2000年至2003年 | 電視節目 | 八大第一台   | 《我的音樂你的歌》（開播時名稱《咱的音樂咱的歌》） | 與曾心梅搭檔主持，2003年因腎衰竭而逝世 |
| 至2003年       | 廣播節目 | 中廣寶島網   | 《早安鄉親》                                       | 2003年因腎衰竭而逝世                   |
| 至2003年       | 廣播節目 | 中廣鄉親網   | 《午夜的旋律》                                     | 2003年因腎衰竭而逝世                   |

#### 頒獎典禮
| 年份   | 節目                 |
| ------ | -------------------- |
| 1996年 | 第31屆金鐘獎頒獎典禮 |

### 書籍出版
- 《人生路》：陳京／著，稻田出版社，1996年3月1日[6]
- 《陳京的100道智慧雞湯》：陳京／著，美麗人生出版社，2001年1月1日[7]
- 《抓住人生的大智慧》：陳京／著，喝采文化出版社，2002年10月24日[8]
- 《心靈智慧物語》：陳京／著，喝采文化出版社，2003年1月13日[9]

## 獎項記錄
曾獲得密西根州立大學傑出校友獎、東羅馬王國拜占庭王室冊封爵士、民國88年全國大孝獎。

### 主持獎項
| 年份   | 頒獎         | 獎項                     | 作品               | 結果 | 電視台   |
| 2002年 | 第37屆金鐘獎 | 歌唱音樂綜藝節目獎       | 《我的音樂你的歌》 | 提名 | 八大電視 |
| 2003年 | 第38屆金鐘獎 | 歌唱音樂綜藝節目獎       | 《我的音樂你的歌》 | 獲獎 | 八大電視 |
| 2003年 | 第38屆金鐘獎 | 歌唱音樂綜藝節目主持人獎 | 《我的音樂你的歌》 | 提名 | 八大電視 |